# Strymon avalona
Strymon avalona là một loài bướm ngày trong họ Lycaenidae. Chúng là loài bản địa Hoa Kỳ.